# Abraham Roberts
Abraham Roberts, född 11 april 1784 i Waterford på Irland, död 28 december 1873, var en brittisk general som under 1800-talet tjänstgjorde i bland annat Indien. Han var far till Frederick Sleigh Roberts.